# رونالد فارغاس

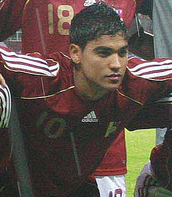

رونالد أليخاندرو فارغاس أرانغورين (بالإسبانية: Ronald Vargas) (مواليد 2 ديسمبر 1986 في غواتيري) لاعب كرة قدم فنزويلي دولي يجيد اللعب في خط الوسط . يلعب حاليا لصالح نادي آندرلخت البلجيكي .

## روابط خارجية
- رونالد فارغاس على موقع الاتحاد الدولي (مؤرشف)  (الإنجليزية)
- رونالد فارغاس على موقع الاتحاد الأوربي (الإنجليزية)
- رونالد فارغاس على موقع اتحاد تركيا (لاعب) (الإنجليزية)
- رونالد فارغاس على موقع قاعدة بيانات كرة القدم.إي يو (الإنجليزية)
- رونالد فارغاس على موقع ناشيونال فوتبول تيمز (الإنجليزية)
- رونالد فارغاس على موقع Soccerway.com (الإنجليزية)
- رونالد فارغاس على موقع عالم كرة القدم.نت (الإنجليزية)
- رونالد فارغاس على موقع كووورة
- رونالد فارغاس على موقع AS.com (الإسبانية)